# Il prossimo tuo
Il prossimo tuo è un film del 2009 diretto da Anne Riitta Ciccone.

## Trama
Tre storie parallele ambientate in tre diverse città: a Parigi vive Jean Paul, un giornalista traumatizzato dopo essere scampato ad un attentato in Iraq, a Roma Maddalena è una pittrice che insegna arte alla giovane Elena, figlia di immigrati; mentre Eeva è una hostess che a Helsinki deve superare una ferita interiore. Tutti e tre i protagonisti hanno una paura: quella del prossimo.